# موجة زلزالية

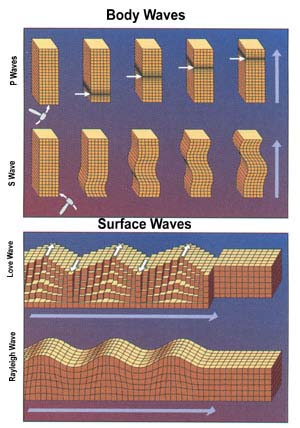

الموجات الزلزالية، وبالإنجليزية Seismic Waves، ساعدت الدراسات الجيوفيزيائية العلماء على معرفة طبيعة باطن الأرض، وذلك في ضوء المشاهدات والاستنتاجات المستمدة من تأثير الزلازل والموجات الزلزالية. وتعتبر التسجيلات الزلزالية هي الطريقة الرئيسية والأكثر شيوعًا للكشف عن التركيب الداخلي للأرض، حيث يتم إجراء تفجيرات (زلازل صناعية) تسبب حدوث اهتزازات للصخور. وتنتقل هذه الاهتزازات، خلال الصخور المختلفة على شكل موجات تعرف بالموجات الزلزالية. وتختلف هذه الموجات في سرعتها وأطوالها وأشكالها حسب الوسط الذي تخترقه، ويؤدي تباين سرعتها إلى أن بعضها يسبق بعضها الآخر. وتسجل الموجات على جهاز السيزموجراف بترتيب وصولها نفسه، وهي تظهر على الجهاز على هيئة خط متعرج وتتمثل فيه ثلاثة أنواع من الموجات هي :

## الأنواع
من بين العديد من أنواع الموجات الزلزالية، يمكن للمرء أن يميز بشكل واسع بين الموجات المرنة التي تنتقل عبر الأرض، والموجات السطحية، التي تنتقل على سطح الأرض.
تتحلل الموجات السطحية ببطء أكثر من مسافة بعيدة عن الموجات المرنة التي تنتقل بطريقة ثلاثية الأبعاد.
حركة جسيمات الموجات السطحية أكبر من الموجات المرنة، وبالتالي فإن الموجات السطحية تميل إلى إحداث المزيد من الضرر.

### الموجات المرنة
تنتقل الموجات المرنة عبر باطن الأرض على طول المسارات التي تتحكم فيها خصائص المادة من حيث الكثافة والمعامل. تختلف الكثافة والمعامل بدورها وفقًا لدرجة الحرارة والتركيب والمرحلة المادية. تحتوي الموجات المرنة على نوعين من حركة الجسيمات في نوعين من موجات الجسم: الموجات الأولية والثانوية.

#### الموجة الأولية
ويرمز لها بالرمز (P)، حيث تشير إلى كلمة ضغط (Pressure) في الإنجليزية، وتُعرَف كذلك بالموجات الأولية (بالإنجليزية: Primary Waves)‏، وهي أسرع الموجات وأولها وصولا إلى جهاز السيزموجراف وهي موجات تضاغطية (دفع وجذب) سريعة الانتشار تنتقل خلال المواد الصلبة والسائلة والغازية، تؤدي إلى ذبذبة الوسط الذي تخترقه في اتجاه سيرها نفسه وتتراوح سرعتها بين 5.5 و 13.8 كيلومتراً في الثانية وتزداد سرعتها كلما زاد العمق في باطن الأرض.

#### الموجات الثانوية
ويرمز لها بالرمز (S)، حيث تشير إلى كلمة قصّ (Shear) في الإنجليزية، وتُعرَف كذلك بالموجات الثانوية (بالإنجليزية: Secondary Waves)‏، وهي موجات اهتزازية سريعة، ولكنها أقل سرعة من موجات الضغط لذلك فهي تصل إلى جهاز السيزموجراف بعدها مباشرة، والموجات القصيّة موجات مستعرضة وتنتقل فقط من خلال المواد الصلبة، ويكون اهتزاز جزيئات الوسط عموديا على اتجاه انتشار الموجة وتتراوح سرعتها بين 3.2 و 7.4 كيلومترات في الثانية وتزداد سرعتها كلما تعمقت في باطن الأرض، ولكنها تنكسر عند اختراقها لنواة أو لب الأرض بسبب اختلاف تركيبها وهذه الأمواج تنتقل بشكل عرضي في الوسط الصلب.
الموجات الثانوية أبطا من الموجات الأولية حيث أن سرعات الموجات الأولية عادة ما تكون حوالي 60 % في أي مادة معينة.

### الموجات السطحية
الموجات الزلزالية السطحية هي التي تتحرك على طول سطح الأرض وهي اطول الموجات الزالزالية. ويمكن تصنيفها كشكل من أشكال الموجات السطحية الميكانيكية. تدعى بالموجات السطحية، بينما هي تقل سرعتها كلما اقتربت من السطح. حيث أنها تتحرك ببطء أكثر من الموجات الأولية والموجات الثانوية. في الزلازل الكبيرة، يمكن للموجات السطحية أن يكون لها سعة عدة سنتيمترات.

#### موجة ريليه
موجات ريليه (بالإنجليزية: Rayleigh waves)‏، والتي تسمى أيضاً باللفافة الأرضية، هي موجات سطحية تتحرك كتموجات ذات حركات تشبه الموجات على سطح الماء، تم توقع وجود هذه الموجات من قبل اللورد ريليه في عام 1885. وهي أبطأ من الموجات المرنة، ما يقرب من 90 ٪ من سرعة موجة S للوسائط المرنة المتجانسة النموذجية. في وسط الطبقات (مثل القشرة والغطاء العلوي) تعتمد سرعة موجات ريليه على ترددها وطول موجتها.

#### موجة لوف
موجة لوف (بالإنجليزية: Love waves)‏، هي موجة قصية مستقطبة وهي أسرع من موجة ريليه، تم تسميتها بهذا الاسم نسبةً إلى أغوستوس لوف.

#### موجة ستونيلي
موجة ستونيلي هي نوعًا من الموجات الحدودية التي تنتشر على طول حدود السوائل الصلبة، يمكن توليد هذه الموجات على طول جدران البئر المملوء بالسوائل، كونها مصدرًا مهمًا للضوضاء المتماسكة في VSPs وتشكل مكون التردد المنخفض للمصدر في التسجيل الصوتي.سُميت بهذا الاسم نسبةً إلى روبرت روبيرت ستونيلي (1894-1976)، أستاذ متفرغ من علم الزلازل، كامبردج.